# Jean Petit (football, 1949)
Pour les articles homonymes, voir Petit et Jean Petit.
Jean Petit, né le 25 septembre 1949 à Toulouse (Haute-Garonne) et mort le 23 janvier 2024 à Nice, est un footballeur international puis entraîneur français. Il évolue au poste de milieu de terrain de la fin des années 1960 au début des années 1980.
Il demeure la totalité de sa carrière professionnelle à l'AS Monaco avec qui il remporte le Championnat de France en 1978 et 1982 ainsi que la Coupe de France en 1980.
Après sa carrière de joueur, il rejoint l'encadrement du club où il exerce diverses fonctions dont celle d'adjoint de différents entraîneurs.
En équipe de France, il compte douze sélections pour un but inscrit et dispute la Coupe du monde 1978.

## Biographie
Après avoir fait ses classes dans l'ancien club de Toulouse, puis à Luchon, Jean Petit rejoint en 1969 l'AS Monaco. Il est alors âgé de 20 ans.
Il y reste toute sa carrière. Ce sera son seul club professionnel. Il est sélectionné douze fois en équipe de France, participant notamment à la Coupe du monde 1978. Champion de France, avec Monaco, il appartient à la génération Onnis. Il est le capitaine de cette fabuleuse ASM qui décroche le titre alors que le club n'était que promu. En 1980, il remporte une Coupe de France et finit par arrêter sa carrière de joueur en 1983. Il aura passé en tout treize ans au sein de l'équipe première de l'ASM.
Il intègre par la suite le staff de l'ASM, où il se dévoue pour occuper tous les postes qu'on lui propose. Il réalise deux intérims d'entraîneur en 1994 et en 2005. La plupart du temps, il se cantonne au rôle d'entraîneur adjoint qui lui convient très bien. Il a été l'adjoint d'Arsène Wenger, de Jean Tigana, de Claude Puel, de Didier Deschamps, de Ricardo et de Marco Simone.
Le 12 septembre 2011, il devient l'adjoint de Marco Simone avec Frédéric Barilaro puis, en mai 2012, il est l'adjoint de Claudio Ranieri.
Jean Petit meurt le 23 janvier 2024 à Nice à l'âge de 74 ans,.

## Palmarès

### En club
- Champion de France en 1978 et en 1982 avec l'AS Monaco
- Vainqueur de la Coupe de France en 1980 avec l'AS Monaco
- Finaliste de la Coupe de France en 1974 avec l'AS Monaco
- Vice-champion de France de Division 2 en 1971 et en 1977[5] avec l'AS Monaco

### EnÉquipe de France
- 12 sélections et 1 but entre 1977 et 1980
- 1 sélection avec les Espoirs en 1968 et 2 sélections avec les B[6],[7] entre 1976 et 1978
- Participation à la Coupe du monde en 1978 (Premier Tour)

### Distinction individuelle
- Élu meilleur joueur français de l'année en 1978 par France Football

## Statistiques

### Générales
Le tableau ci-dessous résume les statistiques en match officiel de Jean Petit durant sa carrière de joueur professionnel,, :

| Saison                | Club                  | Championnat           | Championnat | Championnat | Coupe(s) nationale(s) | Coupe(s) nationale(s) | Compétition(s) continentale(s) | Compétition(s) continentale(s) | Compétition(s) continentale(s) | Finale D2 + Barrages | Finale D2 + Barrages | Sélection       | Sélection | Sélection | Total | Total |
| Saison                | Club                  | Division              | M.          | B.          | M.                    | B.                    | Comp.                          | M.                             | B.                             | M.                   | B.                   | Équipe          | M.        | B.        | M.    | B.    |
| 1969- 1970            | AS Monaco             | Division 2            | 19          | 3           | 3                     | 0                     | -                              | -                              | -                              | -                    | -                    | -               | -         | -         | 22    | 3     |
| 1970- 1971            | AS Monaco             | Division 2            | 25          | 6           | 6                     | 1                     | -                              | -                              | -                              | 2                    | 1                    | -               | -         | -         | 33    | 8     |
| 1971- 1972            | AS Monaco             | Division 1            | 33          | 7           | -                     | -                     | -                              | -                              | -                              | -                    | -                    | -               | -         | -         | 33    | 7     |
| 1972- 1973            | AS Monaco             | Division 2            | 33          | 11          | 2                     | 0                     | -                              | -                              | -                              | 2                    | 0                    | -               | -         | -         | 37    | 11    |
| 1973- 1974            | AS Monaco             | Division 1            | 22          | 1           | 6                     | 2                     | -                              | -                              | -                              | -                    | -                    | -               | -         | -         | 28    | 3     |
| 1974- 1975            | AS Monaco             | Division 1            | 36          | 7           | 1                     | 0                     | C2                             | 2                              | 1                              | -                    | -                    | -               | -         | -         | 39    | 8     |
| 1975- 1976            | AS Monaco             | Division 1            | 36          | 2           | 1                     | 0                     | -                              | -                              | -                              | -                    | -                    | France B        | 1         | 0         | 38    | 2     |
| 1976- 1977            | AS Monaco             | Division 2            | 29          | 3           | 6                     | 4                     | -                              | -                              | -                              | 2                    | 0                    | -               | -         | -         | 37    | 7     |
| 1977- 1978            | AS Monaco             | Division 1            | 38          | 6           | 9                     | 0                     | -                              | -                              | -                              | -                    | -                    | France B France | 1 4       | 0         | 52    | 6     |
| 1978- 1979            | AS Monaco             | Division 1            | 34          | 3           | 5                     | 0                     | C1                             | 3                              | 0                              | -                    | -                    | France          | 5         | 1         | 47    | 4     |
| 1979- 1980            | AS Monaco             | Division 1            | 18          | 5           | 3                     | 1                     | C3                             | 4                              | 1                              | -                    | -                    | France          | 1         | 0         | 26    | 7     |
| 1980- 1981            | AS Monaco             | Division 1            | 37          | 10          | 5                     | 0                     | C2                             | 2                              | 2                              | -                    | -                    | France          | 2         | 0         | 46    | 12    |
| 1981- 1982            | AS Monaco             | Division 1            | 2           | 1           | -                     | -                     | -                              | -                              | -                              | -                    | -                    | -               | -         | -         | 2     | 1     |
| Total sur la carrière | Total sur la carrière | Total sur la carrière | 362         | 65          | 47                    | 8                     | -                              | 11                             | 4                              | 6                    | 1                    | -               | 14        | 1         | 440   | 79    |

- 256 matchs et 42 buts en Division 1
- 116 matchs et 23 but en Division 2
- 47 matchs et 8 buts en Coupe de France
- 3 matchs en Coupe d'Europe des Clubs Champions
- 4 matchs et 3 buts en Coupe d'Europe des Vainqueurs de Coupe
- 4 matchs et 1 but en Coupe de l'UEFA

### Buts internationaux
| #   | Date            | Lieu                            | Adversaire | Résultat | Compétition             | Détails | Détails    | Détails | Sél. |
| --- | --------------- | ------------------------------- | ---------- | -------- | ----------------------- | ------- | ---------- | ------- | ---- |
| 1er | 25 février 1979 | Parc des Princes, Paris, France | Luxembourg | V 3 - 0  | Éliminatoires Euro 1980 | 38e     | de la tête | 1-0     | 7e   |

### Matchs internationaux
| Matchs internationaux de Jean Petit | Matchs internationaux de Jean Petit | Matchs internationaux de Jean Petit         | Matchs internationaux de Jean Petit | Matchs internationaux de Jean Petit | Matchs internationaux de Jean Petit    | Matchs internationaux de Jean Petit                              |
| #                                   | Date                                | Lieu                                        | Adversaire                          | Résultat                            | Compétition                            | Notes                                                            |
| ----------------------------------- | ----------------------------------- | ------------------------------------------- | ----------------------------------- | ----------------------------------- | -------------------------------------- | ---------------------------------------------------------------- |
| 1                                   | 8 octobre 1977                      | Parc des Princes, Paris, France             | Union soviétique                    | N 0 - 0                             | Match amical                           | Titulaire, remplacé par Roger Jouve à la 65e minute.             |
| 2                                   | 1er avril 1978                      | Parc des Princes, Paris, France             | Brésil                              | V 1 - 0                             | Match amical                           | Entre en jeu à la place d'Henri Michel à la 57e minute.          |
| 3                                   | 19 mai 1978                         | Stadium Nord, Villeneuve-d'Ascq, France     | Tunisie                             | V 2 - 0                             | Match amical                           | Titulaire.                                                       |
| 4                                   | 10 juin 1978                        | Stade José María Minella, Mar del Plata     | Hongrie                             | V 3 - 0                             | Premier tour de la Coupe du monde 1978 | Titulaire.                                                       |
| 5                                   | 7 octobre 1978                      | Stade municipal, Luxembourg, Luxembourg     | Luxembourg                          | V 3 - 1                             | Éliminatoires Euro 1980                | Entre en jeu à la place de Jean-François Larios à la 64e minute. |
| 6                                   | 8 novembre 1978                     | Parc des Princes, Paris, France             | Espagne                             | V 1 - 0                             | Match amical                           | Titulaire.                                                       |
| 7                                   | 25 février 1979                     | Parc des Princes, Paris, France             | Luxembourg                          | V 3 - 0                             | Éliminatoires Euro 1980                | Titulaire et buteur.                                             |
| 8                                   | 4 avril 1979                        | Tehelné pole, Bratislava, Tchécoslovaquie   | Tchécoslovaquie                     | D 0 - 2                             | Éliminatoires Euro 1980                | Titulaire.                                                       |
| 9                                   | 2 mai 1979                          | Giants Stadium, East Rutherford, États-Unis | États-Unis                          | V 6 - 0                             | Match amical                           | Titulaire.                                                       |
| 10                                  | 17 novembre 1979                    | Parc des Princes, Paris, France             | Tchécoslovaquie                     | V 2 - 1                             | Éliminatoires Euro 1980                | Titulaire.                                                       |
| 11                                  | 11 octobre 1980                     | Stade Tsírio, Limassol, Chypre              | Chypre                              | V 7 - 0                             | Match amical                           | Entre en jeu à la place de Jean Tigana à la 51e minute.          |
| 12                                  | 28 octobre 1980                     | Parc des Princes, Paris, France             | République d'Irlande                | V 2 - 0                             | Match amical                           | Entre en jeu à la place de Michel Platini à la 74e minute.       |